# 하마타마정
하마타마정(일본어: 浜玉町)은 일본 사가현 히가시마쓰우라군에 속했던 정이다.
1956년 9월 30일, 하마사키정, 다마시마촌이 합병해 탄생한 정이였다. 성립 초기에는 하마사키타마시마정(浜崎玉島町)이었으나 1966년 11월 1일, 하마타마정으로 개칭되었다.
2005년 1월 1일에, 가라쓰시, 히가시마쓰우라군 하마타마정·규라기정·오치정·기타하타촌·히젠정·진제이정·요부코정과 합병해 가라쓰시가 신설되어 소멸하였다.

## 지리
사가 현의 북부 히가시마쓰우라 군의 북동부에 있으며 동부는 후쿠오카 현 니조 정, 서부는 가라쓰 시와 접하며 동경 130도 2분 37초, 북위 33도 26분 52초 위치에 있다. 산간지역에 비지(鳥地)가 존재하였으나 2005년 합병으로 해소되었다.

## 정세
- 인구 10,605명 (2004년 9월 1일)
- 가구수 3,105가구(2004년 9월 1일)
- 면적 52.13km2

## 교통

### 도로
- 국도 202호선
- 국도 323호선